# Apatrullando
Apatrullando es un programa de televisión español dentro de la categoría reportaje/documental que se emite en La Sexta.

## Formato
En la primera temporada, sus protagonistas fueron el periodista Jalis de la Serna y el youtuber italiano Zazza, los cuales patrullaron por algunas de las ciudades más frecuentadas del verano como Marbella, Ibiza, Benidorm, Madrid, Barcelona y Bilbao, a las que se les sumó un destino internacional: París. Ambos destaparon los secretos más oscuros de estas ciudades como las bandas criminales, el narcotráfico, las infraviviendas o la masificación del turismo.
En la segunda temporada, se produjo la baja de Zazza y la incorporación de cuatro periodistas: Esther Alcázar, David Casasús, Sara Solomando y Marco Martínez.

## Equipo

### Temporada 1
- Jalis de la Serna (Periodista)
- Zazza (Youtuber)

### Temporada 2
- Jalis de la Serna (Periodista)
- Esther Alcázar (Periodista)
- David Casasús (Periodista)
- Sara Solomando (Periodista)
- Marco Martínez (Periodista)

## Audiencias

### Temporada 1
| Nº (programa) | Nº (temp.) | Título    | Día de emisión | Audiencia      |
| ------------- | ---------- | --------- | -------------- | -------------- |
| 1             | 1          | El centro | 12/06/2024     | 861 000 (8,2%) |
| 2             | 2          | Ibiza     | 19/06/2024     | 542 000 (5,8%) |
| 3             | 3          | Marbella  | 26/06/2024     | 539 000 (5,8%) |
| 4             | 4          | Benidorm  | 03/07/2024     | 641 000 (6,6%) |
| 5             | 5          | París     | 10/07/2024     | 402 000 (3,8%) |

### Temporada 2
| Nº (programa) | Nº (temp.) | Título                               | Día de emisión | Audiencia      |
| ------------- | ---------- | ------------------------------------ | -------------- | -------------- |
| 6             | 1          | Se buscan jardineros                 | 02/04/2025     | 455 000 (4,6%) |
| 7             | 2          | Sevilla: "Typical spanish"           | 09/04/2025     | 529 000 (5,3%) |
| 8             | 3          | Barrio rico, barrio pobre            | 23/04/2025     | 340 000 (3,5%) |
| 9             | 4          | Valencia: La mejor ciudad para vivir | 30/04/2025     | 359 000 (3,8%) |
| 10            | 5          | Esto también es Madrid               | 07/05/2025     | 570 000 (6,1%) |
| 11            | 6          | Apatrullando con la policía          | 14/05/2025     | 404 000 (4,4%) |
| 12            | 7          | Tenerife, la jaula de oro            | 21/05/2025     | 472 000 (5,2%) |
| 13            | 8          | Conexión Miami                       | 28/05/2025     | 454 000 (5,2%) |

### Especiales
| Nº | Título                  | Día de emisión | Audiencia      |
| -- | ----------------------- | -------------- | -------------- |
| 1  | Apatrullando la Navidad | 04/01/2024     | 608 000 (5,4%) |

## Audiencia media de todas las temporadas
| Edición                          | Programas | Fecha | Cadena   | Espectadores | Cuota |
| -------------------------------- | --------- | ----- | -------- | ------------ | ----- |
| Apatrullando (Primera temporada) | 5         | 2024  | La Sexta | 597 000      | 6,0%  |
| Apatrullando (Segunda temporada) | 8         | 2025  | La Sexta | 448 000      | 4,8%  |